# Autobiografia di una principessa
Autobiografia di una principessa (Autobiography of a Princess) è un film del 1975 diretto da James Ivory.

## Trama
La figlia in esilio di un maraja indiano ogni anno, nel giorno del compleanno dell'amato, defunto padre, invita nel suo appartamento di Kensington Cyryl Sahib, già suo precettore e segretario del padre. Insieme guardano film in Super8 sui tempi passati. In questo frangente si rivelano i due caratteri e i diversi pensieri dei due protagonisti: quello leale verso il passato Impero della principessa e quello ostile e insofferente di Cybyl verso il colonialismo britannico e verso gli scandali di corte.